# Средигорный сельский округ
Средигорненский сельский округ — административно-территориальное образование в Зыряновском районе Восточно-Казахстанской области.

## Населённые пункты
В состав Средигорненского сельского округа входит 4 села:
- с. Средигорное — 723 человека;
- с. Чиркаин — 326 человек;
- с. Андреевка — 194 человека
- с. Александровка — 159 человек.

Аким округа — Ескандыров Ержан Маратович

## Экономика
Экономику округа представляют ТОО «Средигорненский» и крестьянские хозяйства «Южаков», «Дында» и «Жамбурбаев», занимающиеся производством зерновых и масличных культур. ТОО «Средигорненский», руководимое П. Ф. Дяглевым, также занимается овощеводством и животноводством.
Личные подсобные хозяйства выращивают крупный рогатый скот, коз, овец, свиней, а также овощи и картофель.
В сельском округе работают две начальные и две средние школы, три фельдшерских пункта, врачебная амбулатория, два досуговых клуба, три библиотеки.